# 엘리우드 킵초게
엘리우드 킵초게(영어·칼렌진어: Eliud Kipchoge, 1984년 11월 5일~)는 케냐의 육상 선수로 주 종목은 마라톤과 5000m이다. 2023년 시카고 마라톤에서 켈빈 킵툼이 달성한 공인 세계 신기록 2시간 0분 35초에 이어 2시간 1분 09초로 2위 기록을 보유 중이다. 페이스메이커 수십명과 같이 달리며 자전거를 탄 주최측 요원으로부터 음료를 전달받은 비공식 대회에서는 1시간 59분 40초에 골인하여 인류 최초로 2시간 내에 마라톤 코스를 달린 선수가 되었다.  아베베 비킬라와 발데마르 치르핀스키와 더불어 올림픽 마라톤 2연승을 한 단 3명의 선수이다.

## 경력
그는 난디현의 마을인 캅시시와에서 태어난 뒤 1999년에 카프텔 중등학교를 졸업했다. 2002년 IAAF 세계 크로스 컨트리 선수권 주니어 경기에 케냐 대표로 출전해 5위를 기록했으며, 케냐 대표팀 소속으로 팀 금메달을 획득했다. 그는 그 해 열리는 세계 주니어 선수권 대표 자격도 획득했으나 몸이 좋지 않아 포기했다. 다음 해인 2003년, IAAF 세계 크로스 컨트리 선수권 주니어 레이스에서 우승을 차지했다.
그는 2003년 세계 육상 선수권 대회 5000m에 출전해 모로코의 전설적인 육상선수 히샴 엘 게루주보다 0.04초 앞선 12분 52초 79의 기록으로 우승했다. 다음 해에 열린 2004년 하계 올림픽 5000m에서는 엘 게루주와 케네니사 베켈레에 이어 3위를 차지, 동메달을 획득했다. 하지만 2005년 세계 육상 선수권 대회에선 4위에 그쳤다.
2006년 모스크바에서 열린 세계실내육상선수권대회 3000m에서 동메달을 땄다. 2006년 12월 31일 (현지시간), 스페인 마드리드에서 열린 10km 경주에서 26분 54초를 기록했으며, 이 기록은 하일레 게브르셀라시에가 갖고 있던 기존 세계 신기록 27분 02초를 8초 단축시킨 것이었다. 하지만 경기 코스가 내리막 코스라 기록 수립에 이득을 받았다는 이유 때문에 세계 신기록으로 인정받지 못했다.
2007년 세계육상선수권대회에선 13분 45초 87로 버나드 라가트에 이어 은메달을 땄으며, 다음 해 열린 2008년 하계 올림픽 5000m에서 원래 올림픽 신기록인 13분 05초 59보다 3초가량 빠른 13분 02초 80의 기록을 냈으나 12분 57초 82로 올림픽 신기록을 세운 케네니사 베켈레에 뒤져 은메달에 그쳤다.
2016년 리우데자네이루 올림픽 마라톤에서 2시간 8분 44초의 기록과 함께 금메달을 획득하였다.
2017년 5월 6일 동료 마라토너 2명과 함께 나이키가 주최한 Breaking2 행사에서 IAAF 규정보다 유리하게 치러진 조건에서 2시간 25초의 기록을 세워 우승했다.
2018년 베를린 마라톤에서 2시간 1분 39초의 기록을 세웠다.
2019년 런던 마라톤에서 2시간 2분 37초를 기록했으며 이는 2018년 베를린 마라톤에 이어 2번째로 랭크된 마라톤 기록이다.
INEOS 1:59 Challenge
5월에 런던 마라톤 이후 며칠 뒤 킵초게는 2시간 마라톤 벽을 넘는 새로운 도전을 공식 선언했고 INEOS 1:59 챌린지로 명명되었다. 2019년 10월 12일 비엔나의 프래터 공원에서 1시간 59분 40초의 기록으로 골인하여 비록 비공식이지만, 마라톤 2시간 벽을 넘는 성공을 이룩했다.
2020년 도쿄 올림픽 마라톤에서 2시간 6분 40초의 기록으로 2연승하여 아베베 비킬라와 발데마르 치르핀스키에 이어 3번째로 올림픽 마라톤 2연승 선수가 되었다.

## 성적

### 주요 대회 성적
| 날짜            | 종목  | 대회                          | 장소         | 순위 | 기록     | 기타 |
| --------------- | ----- | ----------------------------- | ------------ | ---- | -------- | ---- |
| 2003년 8월 31일 | 5000m | 2003년 세계육상선수권대회     | 파리         | 1위  | 12:52.79 |      |
| 2003년 9월 14일 | 5000m | 2003년 세계 육상 파이널       | 모나코       | 1위  | 13:23.34 |      |
| 2004년 8월 28일 | 5000m | 2004년 하계 올림픽            | 아테네       | 3위  | 13:15.10 |      |
| 2005년 8월 14일 | 5000m | 2005년 세계육상선수권대회     | 헬싱키       | 4위  | 13:33.04 |      |
| 2006년 3월 12일 | 3000m | 2006년 세계실내육상선수권대회 | 모스크바     | 3위  | 7:42.58  |      |
| 2007년 9월 2일  | 5000m | 2007년 세계육상선수권대회     | 오사카       | 2위  | 13:46.00 |      |
| 2008년 8월 23일 | 5000m | 2008년 하계 올림픽            | 베이징       | 2위  | 13:02.80 |      |
| 2008년 9월 14일 | 5000m | 2008년 세계 육상 파이널       | 슈투트가르트 | 5위  | 13:24.13 |      |
| 2009년 8월 23일 | 5000m | 2009년 세계육상선수권대회     | 베를린       | 5위  | 13:18.95 |      |

### 실외 개인 최고 기록
| 종목   | 날짜       | 장소   | 기록         |
| ------ | ---------- | ------ | ------------ |
| 1500m  | 2004/05/31 | 헹엘로 | 3분 33초 20  |
| 5000m  | 2004/07/02 | 로마   | 12분 46초 53 |
| 10000m | 2007/05/26 | 헹엘로 | 26분 49초 02 |

### 실내 개인 최고 기록
| 종목  | 날짜       | 장소       | 기록        |
| ----- | ---------- | ---------- | ----------- |
| 1500m | 2006/02/18 | 버밍엄     | 3분 36초 25 |
| 3000m | 2006/01/29 | 카를스루에 | 7분 33초 07 |

## 같이 보기
- 올림픽 육상 남자 메달리스트 목록